# Dražovice (Klatovyi járás)
Dražovice település Csehországban, a Klatovyi járásban. Dražovice Čímice, Žihobce és Podmokly településekkel határos. Lakosainak száma 159 fő (2024. január 1.).

## Népesség
A település lakosságának változását az alábbi diagram mutatja:
| Lakosok száma | 491  | 491  | 458  | 302  | 209  | 153  | 158  | 157  | 157  | 159  |
|               | 1869 | 1890 | 1921 | 1950 | 1980 | 2001 | 2017 | 2019 | 2022 | 2024 |

## Galéria

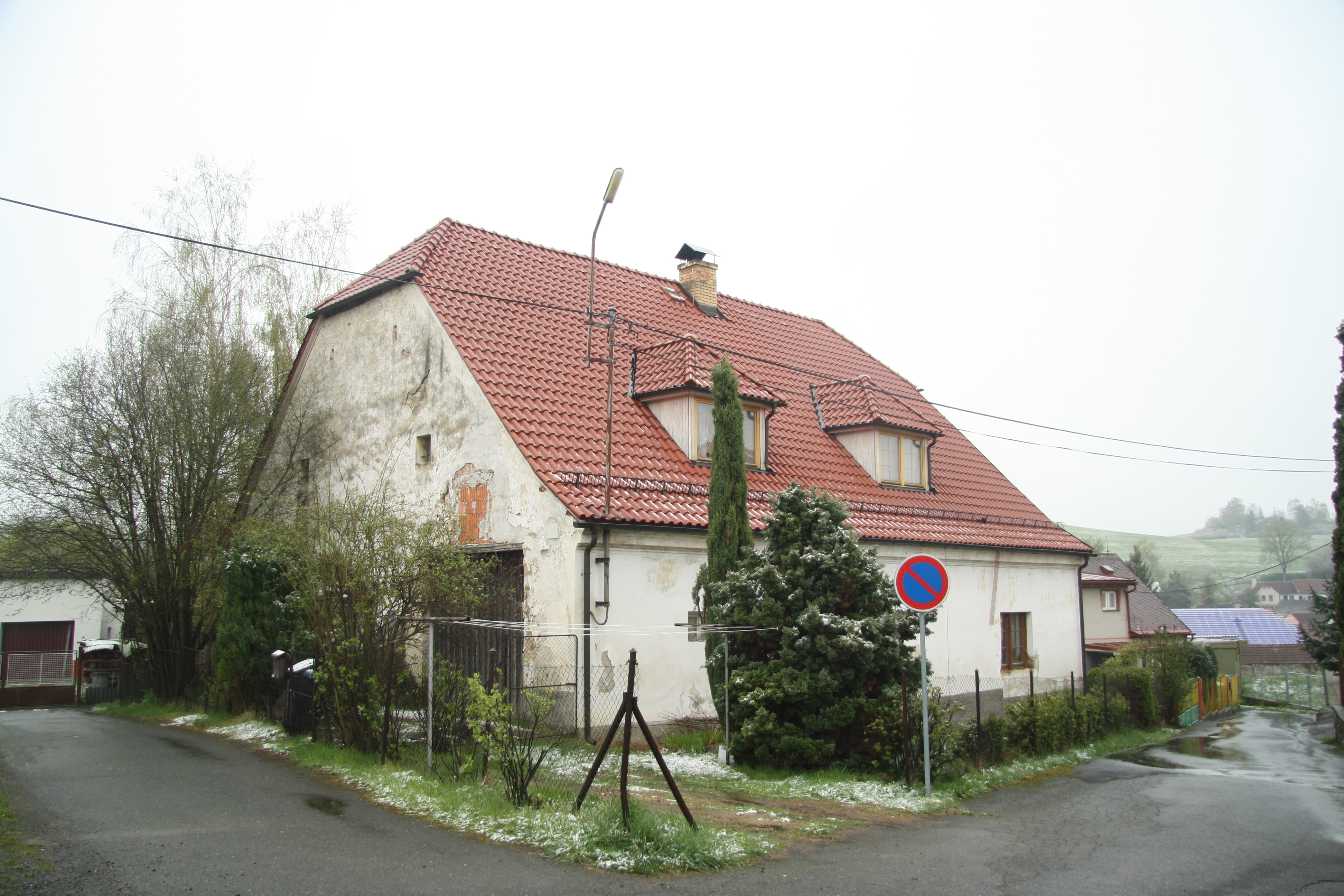
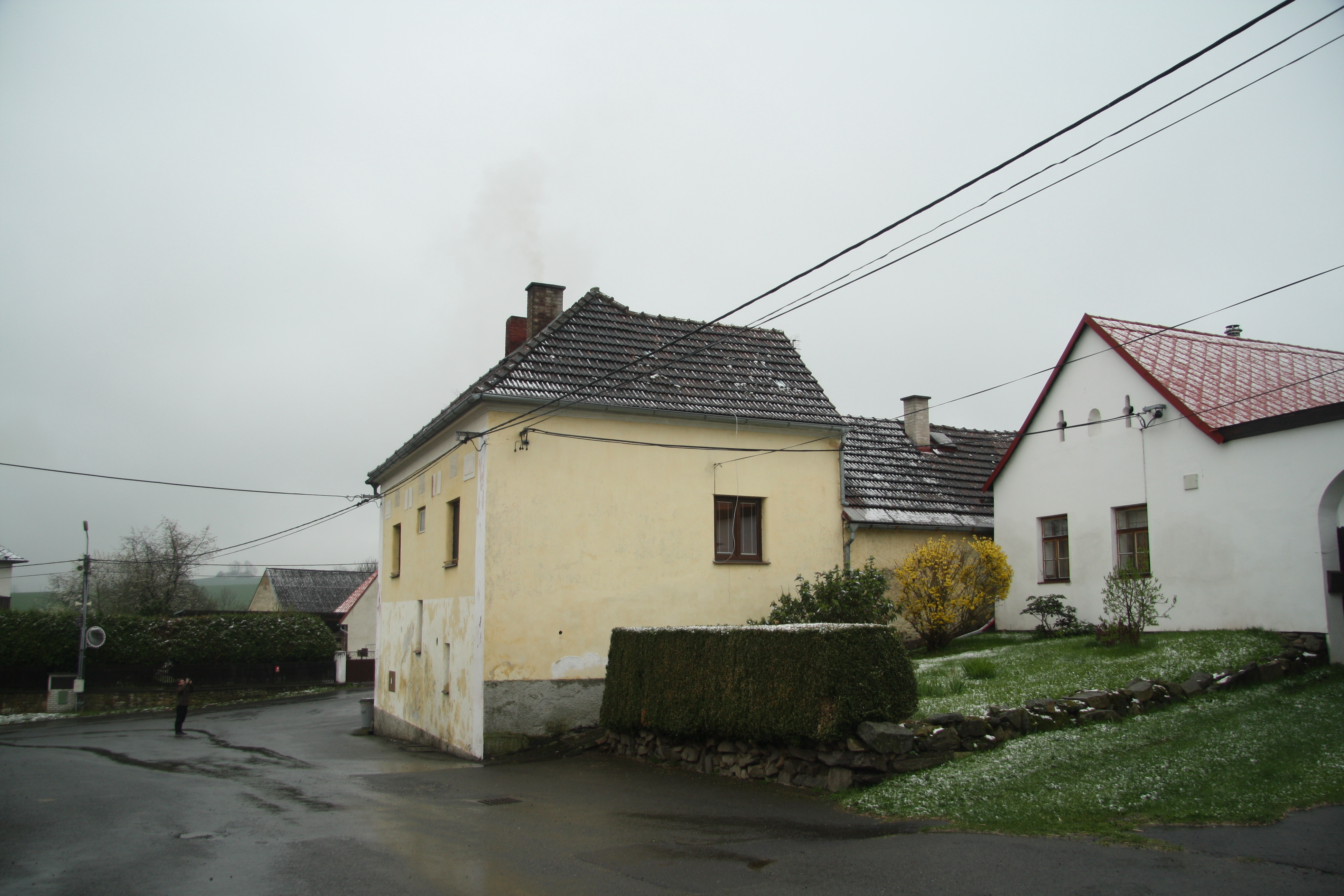